# Harold Prince

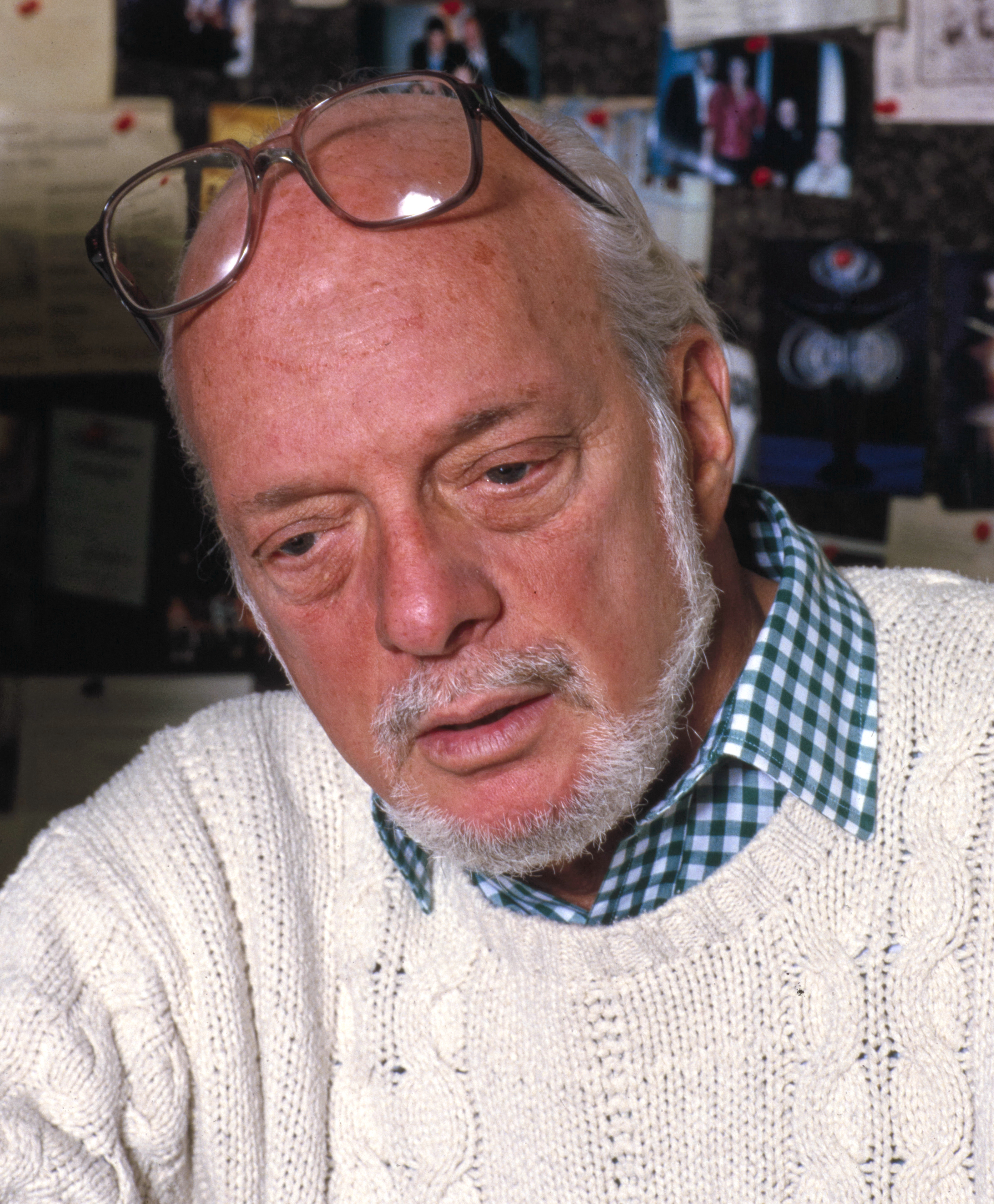
Harold Prince (1988)

Harold „Hal“ Smith Prince (* 30. Januar 1928 in New York City, New York; † 31. Juli 2019 in Reykjavík, Island) war ein US-amerikanischer Theaterregisseur und -produzent. Er war mit 21 Tony Awards der meistausgezeichnete Mann in der Geschichte des Broadway.

## Leben
Harold Prince begann seine Broadway-Karriere als Assistent des legendären Broadway-Stars George Abbott. 1962 begann er, seine eigenen Shows zu produzieren und zu inszenieren, allerdings zunächst ohne größeren Erfolg. Er wollte schon seine Laufbahn beenden, als ihm 1966 mit Joe Masteroffs, John Kanders und Fred Ebbs Musical Cabaret der Durchbruch gelang. Die Inszenierung gewann acht Tony Awards und lief mit 1165 Vorstellungen bis 1969.
Das neue Erfolgsteam Prince, Kander und Ebb versuchte 1968, gleich einen weiteren Erfolg mit dem Musical Zorba nach Alexis Sorbas von Nikos Kazantzakis nachzulegen. Der Erfolg von Cabaret war jedoch nur schwer zu übertreffen. Dennoch erhielt auch diese Inszenierung vier Tony Awards, und Harold Prince war endgültig ein Erfolgsgarant am Broadway.
Bereits 1960 arbeitete Prince als Koproduzent mit Stephen Sondheim und Leonard Bernstein bei West Side Story zusammen. 1970 produzierte und inszenierte er Sondheims neues Stück Company. Die Produktion sollte sogar zwölf Tony Awards erhalten, und Sondheim wurde bis Anfang der 1980er Jahre der wichtigste Partner für Harold Prince.
Drei Mal war Prince auch als Filmregisseur tätig, erstmals 1970 mit Something for Everyone, gefolgt von Das Lächeln einer Sommernacht im Jahr 1977 und zuletzt 1982 mit einer Aufzeichnung von Sweeney Todd: The Demon Barber of Fleet Street. 1983 inszenierte er Puccinis Turandot an der Wiener Staatsoper unter der Leitung von Lorin Maazel.
Neben der Arbeit mit Sondheim inszenierte und produzierte Prince die Broadway-Erfolge Evita und Das Phantom der Oper des englischen Erfolgskomponisten Andrew Lloyd Webber.
Harold Prince war mit Judy Chaplin, Tochter des legendären Broadway-Regisseurs Saul Chaplin, verheiratet. Ihre Tochter Daisy war Regisseurin und Sohn Charles ist Dirigent. Prince starb am 31. Juli 2019 nach kurzer Krankheit im Alter von 91 Jahren in der isländischen Stadt Reykjavík.

## Filmografie
- 1970: Something for Everyone
- 1977: Das Lächeln einer Sommernacht (A Little Night Music)
- 1982: Sweeney Todd: The Demon Barber of Fleet Street